# ساحة الصفاة

ساحة الصفاة في الأربعينيات من القرن العشرين

ساحة الصفاة هي ساحة تجارية تاريخية في مدينة الكويت. كانت مركزا للتبادل التجاري و المقايضة. وتعتبر ساحة الصفاة في النصف الأول من القرن العشرين سوقاً مهماً للقوافل القادمة من البادية، حيث كانوا يبيعون السمن والأقط، والجراد، والفقع، والصوف، و العرفج، وبعض النباتات الصحراوية ذات الاستعمال الطبي. وكان أهل البادية يشترون التمر والحبوب والاقمشة بالمقابل. كما كانت الساحة مقصداً ترويحيا حيث كانت محاطه بعدد كبير من المقاهي كما -خاصة أيام الأعياد- تنتشر ألعاب الأطفال في الساحة. وفي بداية الثلاثينيات من القرن العشرين بدأ النمو العمراني يصل للساحة حيث انتقلت بلدية الكويت إلى مقرها الجديد في الساحة عام 1933، وتلاها افتتاح مبنى دائرة الشرطة والأمن العام ومبنى السلكي واللاسلكي.
وأُقيم على الساحة عدد من الاحتفالات العامة وأشهرها العرض العسكري الذي تم في 25 فبراير 1950 بمناسبة تولي الشيخ عبد الله السالم الصباح مقاليد الحكم في البلاد واحتضنت ساحة الصفاة العرض العسكري للجيش الكويتي بمشاركة القوات البريطانية.
في 29 فبراير 1988 افتتح مشروع ساحة الصفاة حيث أعيد تنظيم الساحة بمساحة تبلغ مساحتها 12,000 متر مربع. ويضم المشروع ساحة مرصوفة ونافورة يتوسطها نصب تذكاري و ممرات للمشاة على شكل أنفاق تحت ملتقى الطرق التي تخترق الساحة ومحال تجارية.

## أعلام
- محمد بن صباح الصباح

## انظر ايضاً
- قائمة مراكز التسوق في الكويت